# John Faulkner
John Faulkner (ur. 12 kwietnia 1954 w Leeton) – australijski polityk, członek Australijskiej Partii Pracy (ALP), od grudnia 2007 zasiada w gabinecie federalnym. Od czerwca 2009 łączy stanowiska ministra obrony i wiceprzewodniczącego Federalnej Rady Wykonawczej. 

## Życiorys
Ukończył studia pedagogiczne na Uniwersytecie Macquarie i przed rozpoczęciem kariery politycznej pracował jako nauczyciel. W latach 1980–1989 był jednym z zastępców sekretarza generalnego oddziału ALP w stanie Nowa Południowa Walia, od 1989 zasiada nieprzerwanie w krajowych władzach wykonawczych tej partii. W tym czasie wybił się na pozycję lidera lewego skrzydła ALP. 
W 1989 został wybrany do Senatu. W latach 1993–1994 był wiceministrem obrony w rządzie Paula Keatinga, zaś od 1994 do 1996 cieszył się statusem członka Gabinetu, w którym odpowiadał za sprawy ochrony środowiska, sportu i terytoriów. Po przegranej ALP w wyborach 1996, Faulkner stanął na czele opozycji w Senacie, a także wszedł w skład gabinetu cieni, w którym zasiadał do 2004 roku. W latach 2006–2008 zasiadał w prezydium ALP. 
Po wygranej partii w wyborach w 2007 i utworzeniu rządu przez Kevina Rudda, Faulkner objął jednocześnie trzy stanowiska. Jako wiceprzewodniczący Federalnej Rady Wykonawczej miał prawo prowadzenia jej obrad pod nieobecność gubernatora generalnego. Jako sekretarz gabinetu zajmował się organizacją prac tego gremium, a także nadzorował archiwa państwowe oraz służby odpowiedzialne za kontrolę instytucji państwowych, m.in. rzecznika praw obywatelskich i Australijskie Narodowe Biuro Audytu (odpowiednika polskiej Najwyższej Izby Kontroli). Z kolei jako specjalnemu ministrowi stanu podlegały mu kwestie związane z administracją parlamentarną i organizacją wyborów. 
6 czerwca 2009 został przeniesiony na stanowisko ministra obrony Australii, zachowując jednocześnie tekę wiceprzewodniczącego Federalnej Rady Wykonawczej. Oficjalne zaprzysiężenie go na nowym urzędzie nastąpiło 9 czerwca.